# El sol en el hormiguero
El sol en el hormiguero es una obra de teatro en dos partes de Antonio Gala, estrenada en 1966.

## Argumento
Inspirada en Los viajes de Gulliver, narra las peripecias de Gulliver, que recala en un país dominado por una oligarquía, apoyada por el estamento militar. Las nuevas ideas introducidas en ese Reino parecen levantar al pueblo de su eterno adocenamiento.

## Estreno
En el Teatro María Guerrero de Madrid el 9 de enero de 1966. La obra fue censurada parcialmente con carácter previo a su estreno y retirada de cartel quince días después por alegorías a la dictadura franquista a instancias del Ministerio de Información y Turismo, entonces dirigido por Manuel Fraga.
- Dirección: José Luis Alonso.
- Figurinista: Miguel Narros.
- Intérpretes: Rafaela Aparicio, Montserrat Carulla, Florinda Chico, Antonia Mas, Julia Gutiérrez Caba, Narciso Ibáñez Menta, Miguel Ángel, Manuel Collado, Manuel Gallardo, María Luisa Hermosa.